# Matevž Šalehar
Matevž Šalehar - Hamo, slovenski pevec, basist, kitarist in frontman zasedbe Hamo & Tribute 2 Love, * 5. november 1976, Trbovlje

## Življenjepis
Na slovensko glasbeno sceno je stopil leta 1997, ko sta z bratom Mihom Šaleharjem ustanovila rock bend Babewatch, v katerem je Hamo deloval kot vokalist ter avtor glasbe in besedil. Izdali so dva albuma: Komu stoji? (1999) in Dilema (2000). Leta 2005 je nastala blues-rock zasedba Tribute 2 Love, ki se je pozneje preimenovala v Hamo & Tribute 2 Love. Doslej so izdali 4 nosilce zvoka: Dve (2013), vinilno ploščo Pol in njeno nadaljevanje Pol S (2015) ter albuma 3p (2017) in 4K (2019). Deloval je tudi v skupinah Mojo Hand (pridružil se ji je pred nastankom Tribute 2 Love) in Hamas & Papas, 2014 pa je bil povabljen v ponovno združene Mlade leve, v katerih je zamenjal Janeza Bončino - Benča. Bil je del hišnega benda v oddaji Ugani, kdo pride na večerjo (TV SLO).
Sodeloval je v Paradi, oddaji, v kateri so uveljavljeni pevci prepevali slovenske evergreene. Izvedel je: Trideset let, Metka, Poglej ga, novo jutro, Bisere imaš v očeh, Je v Šiški še kaj odprtega, Zakaj star song se še vrti, Ne čakaj na maj, Naj pada zdaj dež (finale), Zelena dežela in Namesto koga roža cvete.
Kot pevec, kitarist ali avtor je sodeloval tudi z: Almo Merklin (»Oktober«), Da Johnom (»Nothing Special«), Slovenskim klasom (besedilo za »Maturantski ples«), Jernejem Zoranom (»Moj svet«), Escape String Quartetom, Ditko Čepin (eden izmed avtorjev aranžmajev na albumu Ne bodi kot drugi), Markom Zaleteljem (zasedba Hamas & Papas), Vladom Kreslinom (»Tiho«), Trkajem (»Prihajam iz mesta«), Pando (»Pogledala ga je v oči«), Guštijem, BFM in Matejem Koširjem (na albumu Matej Košir s prijatelji: Vesolja dlan, na katerem so bile uspešnice Beatlov v slovenščini).
Bil je organizator in voditelj 1. kongresa slovenskih glasbenikov, na katerem so si prizadevali za izboljšanje položaja domače glasbe.
Vzdevek Hamo so mu nadeli bendovski kolegi, gre pa za okrajšavo Hamasa.

## Festivali
Na odrih slovenskih festivalov je debitiral leta 2010, ko je v sodelovanju z Galom Gjurin nastopil na Emi s »Črni konji čez nebo«. Bila sta peta, pesem pa je postala najbolj predvajana domača skladba leta na nacionalnem radiu. Dve leti pozneje je po izboru žirije zmagal na Slovenski popevki s »Ti prihajaš«. 2016 je v duetu s Kristino Oberžan sodeloval na prvem Poprocku v okviru Dnevov slovenske zabavne glasbe.

#### EMA
- 2010: Črni konji čez nebo (z Galom Gjurinom) − 5. mesto

#### Slovenska popevka
- 2012: Ti prihajaš − velika nagrada strokovne žirije za najboljšo skladbo v celoti; 12. mesto na televotingu

#### Poprock (DSZG)
- 2016: Zato živim (s Kristino Oberžan)